# FK Ruch Brest
FK Ruch (belarusiska: Футбольны клуб Рух, Futbolny klub Ruch) är en belarusisk fotbollsklubb i Brest (Brest-Litovsk). 

## Historia
Fotbollsklubb som grundades maj 2016 som Ruch Brest. År 2017 klubben blev en anknuten klubb med Dinamo Brest.

## Placering tidigare säsonger
| Säsong | Nivå | Liga             | Placering | Referens | Notering                              |
| ------ | ---- | ---------------- | --------- | -------- | ------------------------------------- |
| 2018   | 3    | Druha liha       | 1         | [ 2 ]    | Uppflyttad till 2019 Persjaja liha    |
| 2019   | 2    | Persjaja liha    | 3         | [ 3 ]    | Uppflyttad till 2020 Vysjejsjaja liha |
| 2020   | 1    | Vysjejsjaja liha | 8         | [ 4 ]    |                                       |
| 2021   | 1    | Vysjejsjaja liha | 5         | [ 5 ]    |                                       |
| 2022   | 1    | Vysjejsjaja liha | X         | [ 6 ]    |                                       |

## Färger
FK Ruch spelar i blå trikåer.

### Trikåer
| FK RUKH          | FK RUKH            |
| Trikåer          | Trikåer            |
| ---------------- | ------------------ |
| 2018 · Hemmakit  | 2018 · Bortaställ  |
| 2019– · Hemmakit | 2019– · Bortaställ |